# Volrico Travaglini
Volrico Travaglini (Sesto al Reghena, 18 febbraio 1894 – Santa Margherita Ligure, 8 agosto 1985) è stato un economista italiano.
Allievo di Enrico Barone, fu docente dal 1933 in varie università italiane, tra le quali l'Università di Roma. Direttore dell'Istituto economico internazionale e della rivista Economia internazionale, nel 1968 fu nominato socio dei Lincei.

## Opere
- Lezioni di economia applicata, Napoli, G. Maio, 1925.
- Sopra alcune recenti teorie monetarie, Napoli, Jovene, 1927.
- Lezioni di economia pura. Statica e cinematica economica. Anno accademico 1925-26, Napoli, Majo, 1928.
- Gli schemi teorici del movimento della popolazione. Studio critico, Perugia, Guerriero Guerra, 1929.
- Ricerche e note critiche sugli errori dei parametri della logistica e sugli errori della logistica stessa adattata alla popolazione italiana, Padova, Cedam, 1932.
- La popolazione italiana nel secolo anteriore all'unificazione del Regno, Padova, Cedam, 1933.
- Punti controversi della teoria del costo crescente, Roma, [s.n.], 1933.
- Il concetto di capitalismo, Padova, Cedam, 1937.
- La vecchia e la nuova struttura economica della Cecoslovacchia, Padova, Cedam, 1938.
- Lezioni di politica economica e finanziaria. La teoria dello scambio internazionale, Genova, M. Bozzi, 1950.